# Русанівський канал

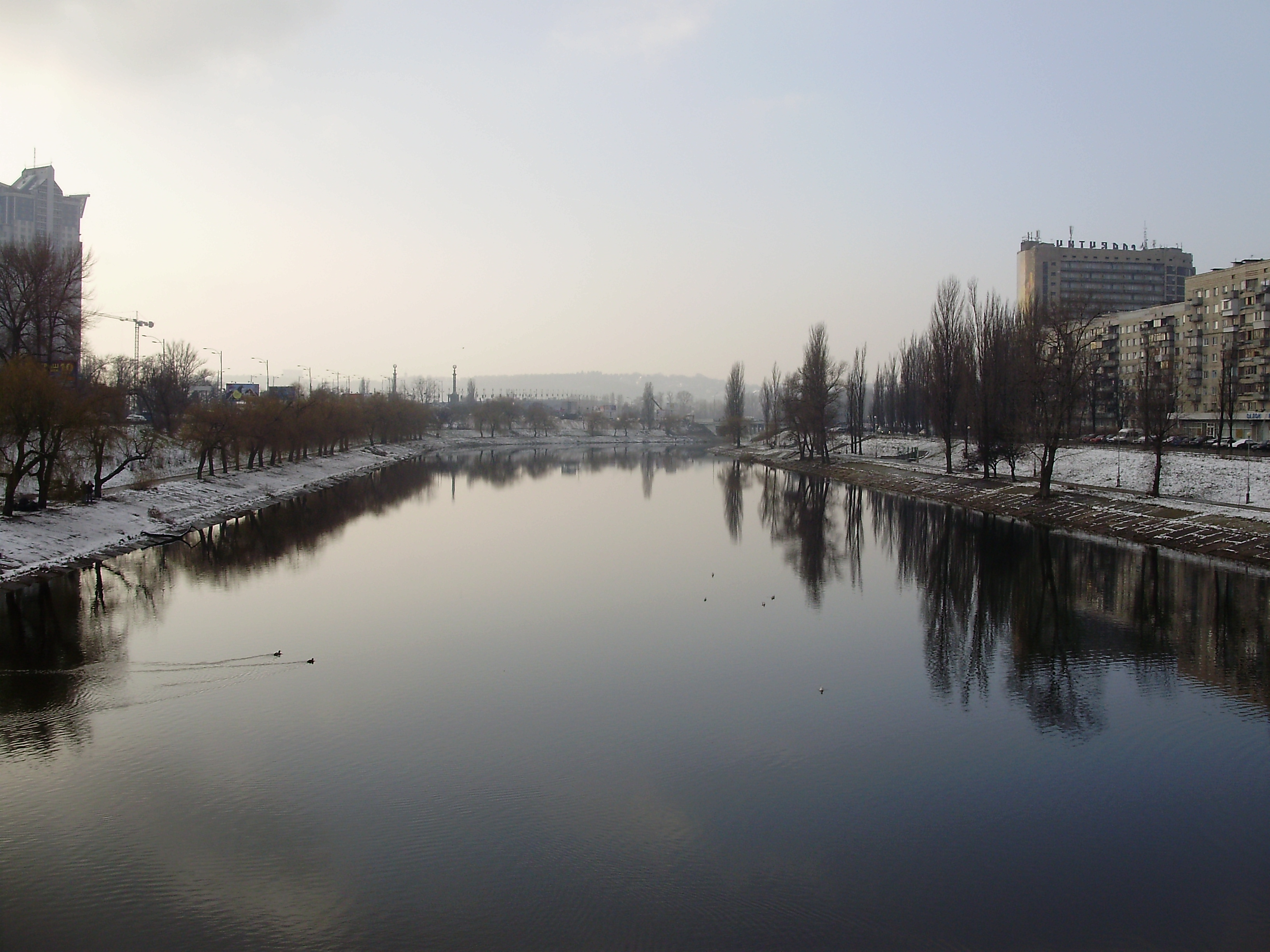
Русанівський канал. Праворуч — Русанівка, ліворуч — Березняки

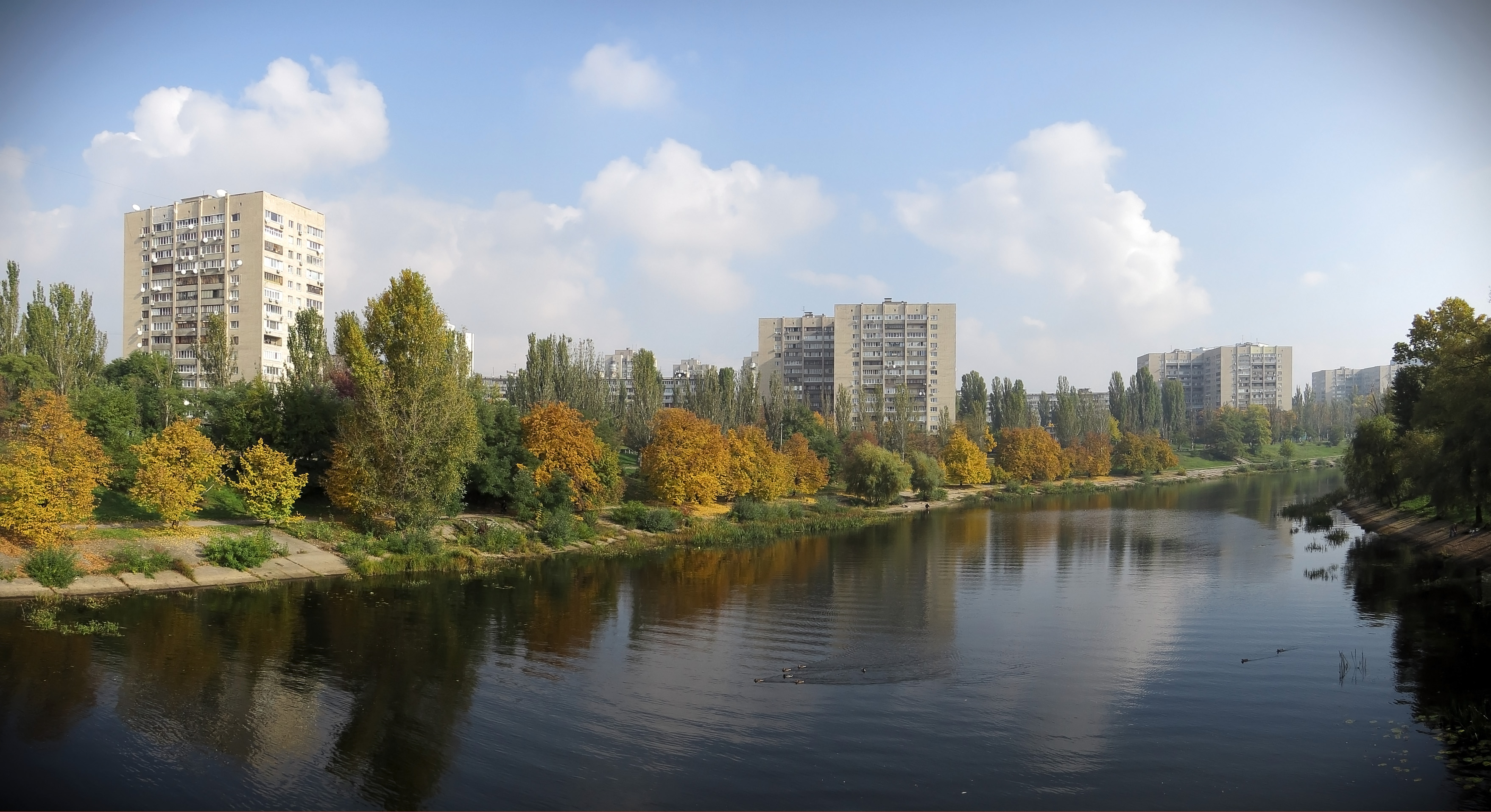
Русанівський канал та масив Лівобережний

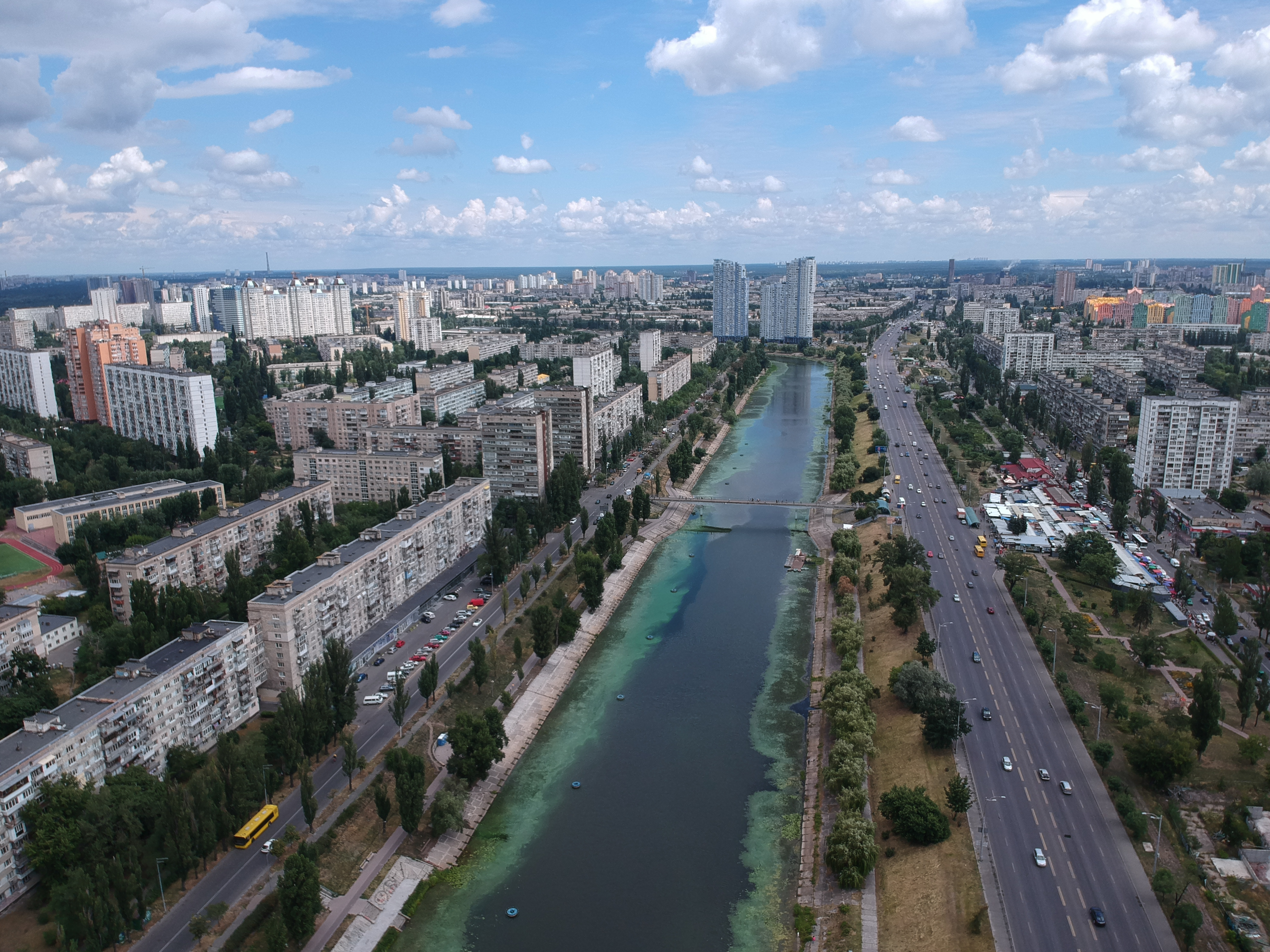
Русанівський канал вид з повітря

Русанівський канал — штучний канал на Дніпрі, у межах Києва.
Канал повністю оточує Русанівку з півдня, півночі та заходу. Одним кінцем канал виходить з Русанівської протоки біля мосту імені Патона, іншим кінцем виходить також у Русанівську протоку біля Русанівського метромосту.
Загальна довжина каналу — 3500 м. Середня ширина по урізу води — 43 м. Ширина прибережної захисної смуги — 25 м.
Канал штучно прорито у 2-й половині 1960-х років під час будівництва житломасиву Русанівка. 
Глибина каналу до будівництва Канівської ГЕС — 4 м, після — 8 м, за винятком ділянки між Русанівською набережною та бульваром Ігоря Шамо — тут глибина становить 4—6 м. 

## Мета створення каналу
Основне завдання каналу як гідротехнічної споруди полягає в:
- утримуванні на низькому рівні ґрунтових вод для забезпечення стійкості споруд на Русанівці, Лівобережному масиві та Березняках;

- прийом поверхневих стічних вод (дощових, снігових) через мережу труб та коллекторів дощової каналізації.

Саме тому канал є водоймою, не призначеною для облаштування офіційних пляжів та купання.

## Судноплавство на каналі

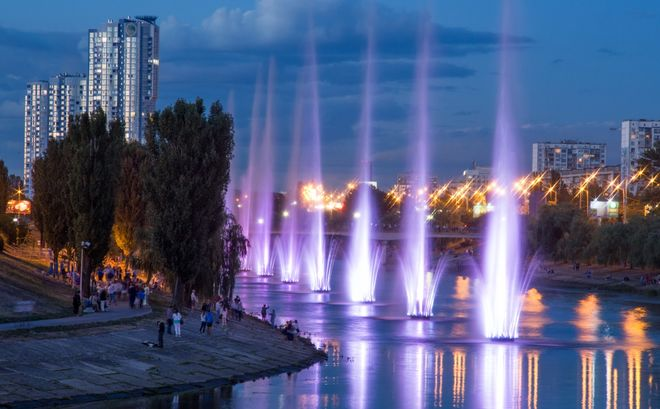
Русанівські фонтани

Канал несудноплавний. Вхід і рух малих суден, як з працюючим мотором, так і на веслах у Русанівський обвідний канал протягом усього року заборонено.